# Atlapetes latinuchus yariguierum
El gorrión montés de los Yariguíes (Atlapetes latinuchus yariguierum) es una subespecie de ave paseriforme descubierta por Thomas Donegan y Blanca Huertas en  2006 en la Serranía de los Yariguíes; su hábitat son los bosques de montaña alta sobre los 3000 m s. n. m. en la cordillera oriental. 
Fue llamado A. l. yariguierum en honor a los indígenas yariguíes quienes habitaron en el pasado la serranía. Es un pájaro relativamente grande y con plumaje colorido de negro, rojo y amarillo distinto de otros similares por su espalda negra y la presencia de marcas blancas en sus alas